# 再熱サイクル
再熱サイクル(さいねつサイクル、英語: reheat cycle、英語: reheating cycle)とは、ボイラ・蒸気タービンやガスタービン等の熱機関において、タービンで膨張途中の作動流体(蒸気、燃焼ガス)を再熱器で再加熱し、その後次のタービンへ導く熱力学サイクルの総称であり、それぞれ再熱ランキンサイクル、再熱ブレイトンサイクルとよばれる。

## 再熱ランキンサイクル (1段再熱)
ランキンサイクル#再熱ランキンサイクル の項も参照。
1 温度T1－給水ポンプでP1からP2まで加圧→2 温度T2
2 温度T2－蒸気ボイラでQ1の熱を吸熱→3 温度T3
3 温度T3－タービンで断熱膨張→a 温度Ta
a 温度Ta－蒸気ボイラでQaの熱を吸熱→b 温度Tb
b 温度Tb－タービンで断熱膨張→4 温度T4
4 温度T4－Q2の熱を復水器で放熱→1 温度T1

### 理論熱効率
WP = h2 - h1
WT = h3 - ha + hb - h4
W = WT - WP = (h3 - ha + hb - h4) - (h2 - h1)
Q1 + Qa = h3 - h2 + hb - ha
Q2 = h4 - h1
ηth = W/(Q1 + Qa) =  {(h3 - ha + hb - h4) - (h2 - h1)}/ (h3 - h2 + hb - ha) = ( WT - WP ) / {(h3 - h1 + hb - ha) - WP }
給水ポンプの消費する仕事を無視すると
ηth = (h3 - ha + hb - h4) / (h3 - h1 + hb - ha)
ηth : 理論熱効率  W : 有効仕事  WT : タービンのする仕事  WP : 給水ポンプの消費する仕事
h : 気体のエンタルピー  T : 絶対温度  P : 気体の圧力

## 再熱ブレイトンサイクル
ブレイトンサイクル#再熱および圧縮機中間冷却 の項を参照。